# Maruadih Rly. Settlement
Maruadih Rly. Settlement là một thị xã của quận Varanasi thuộc bang Uttar Pradesh, Ấn Độ.

## Nhân khẩu
Theo điều tra dân số năm 2001 của Ấn Độ, Maruadih Rly. Settlement có dân số 18.733 người. Phái nam chiếm 54% tổng số dân và phái nữ chiếm 46%. Maruadih Rly. Settlement có tỷ lệ 84% biết đọc biết viết, cao hơn tỷ lệ trung bình toàn quốc là 59,5%: tỷ lệ cho phái nam là 89%, và tỷ lệ cho phái nữ là 78%. Tại Maruadih Rly. Settlement, 10% dân số nhỏ hơn 6 tuổi.